# ジョセフ・ステラ
ジョセフ・ステラ（Joseph Stella、イタリア名: Giuseppe Michele Stella、1877年6月13日 - 1946年11月5日）はイタリア生まれのアメリカ合衆国の画家である。「未来派」や「プレシジョニズム」などのスタイルで活動した画家である。

## 略歴
イタリア南部、ポテンツァ県のムーロ・ルカーノに法律家の息子に生まれた。兄が医師になっていて、19歳になった1896年に、ステラも医学と薬学を学ぶためにニューヨークに移った。翌年、美術に転じ、アート・スチューデンツ・リーグ・オブ・ニューヨークで学び、ウィリアム・メリット・チェイスの美術学校（後のパーソンズ美術大学）で学んだ。
1910年からヨーロッパで修行を始め、1年間イタリアに滞在した後、パリに移り、アンリ・マティスやパブロ・ピカソといった有名な画家や、イタリアの「未来派」の画家、カルロ・カッラ、ジーノ・セヴェリーニ、ウンベルト・ボッチョーニらと知り合った。
1912年にはニューヨークに戻り、1913年にはアメリカで開かれた、「国際現代美術展」(アーモリーショー)に出展した。1923年にアメリカ市民権を取得した。
1920年代までは、「未来派」の影響を受けていたが、その後は多彩なスタイルで描いた。

## 作品

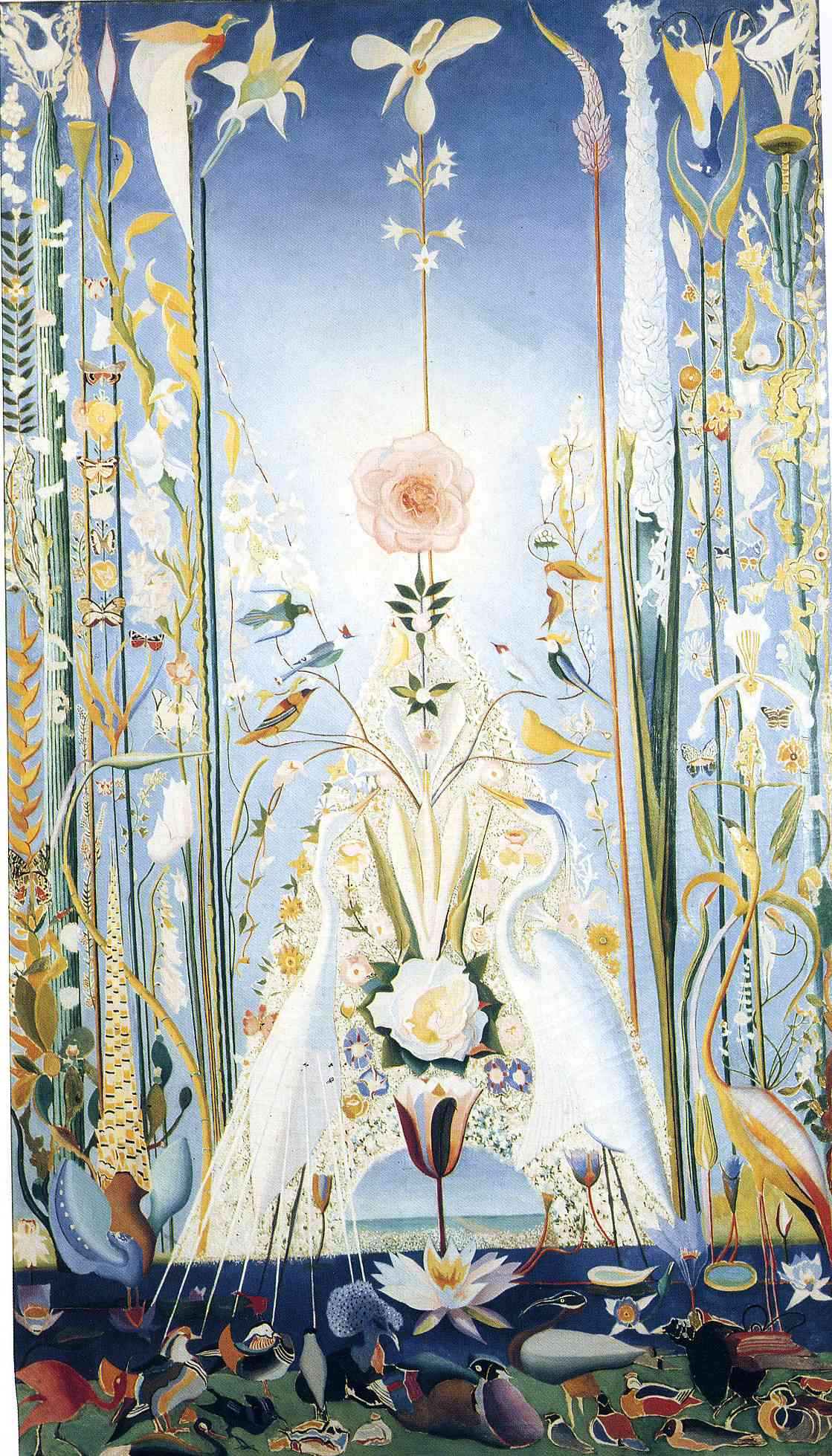
"Apotheosis of the Rose"
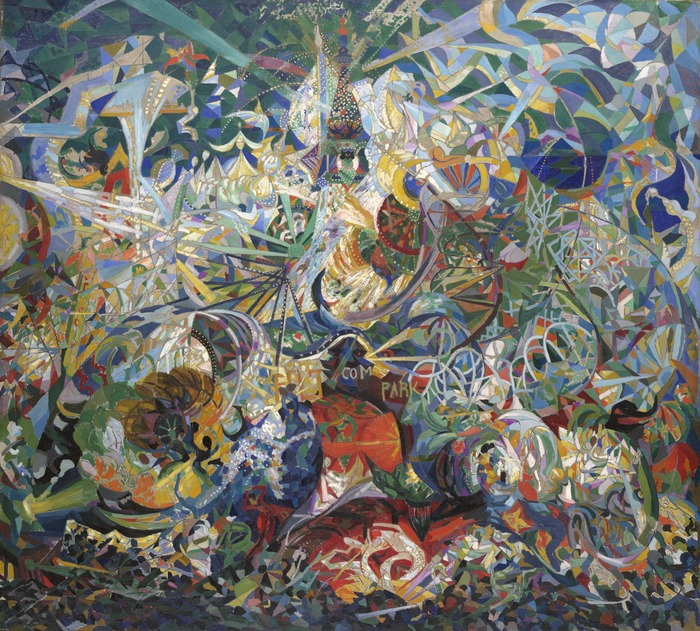
コニーアイランド」、光の戦い(1913/1914)
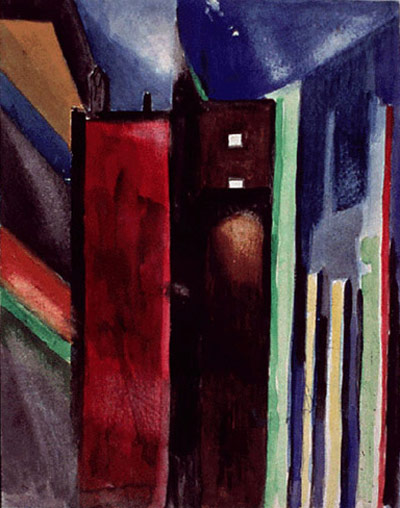
『ニューヨーク』
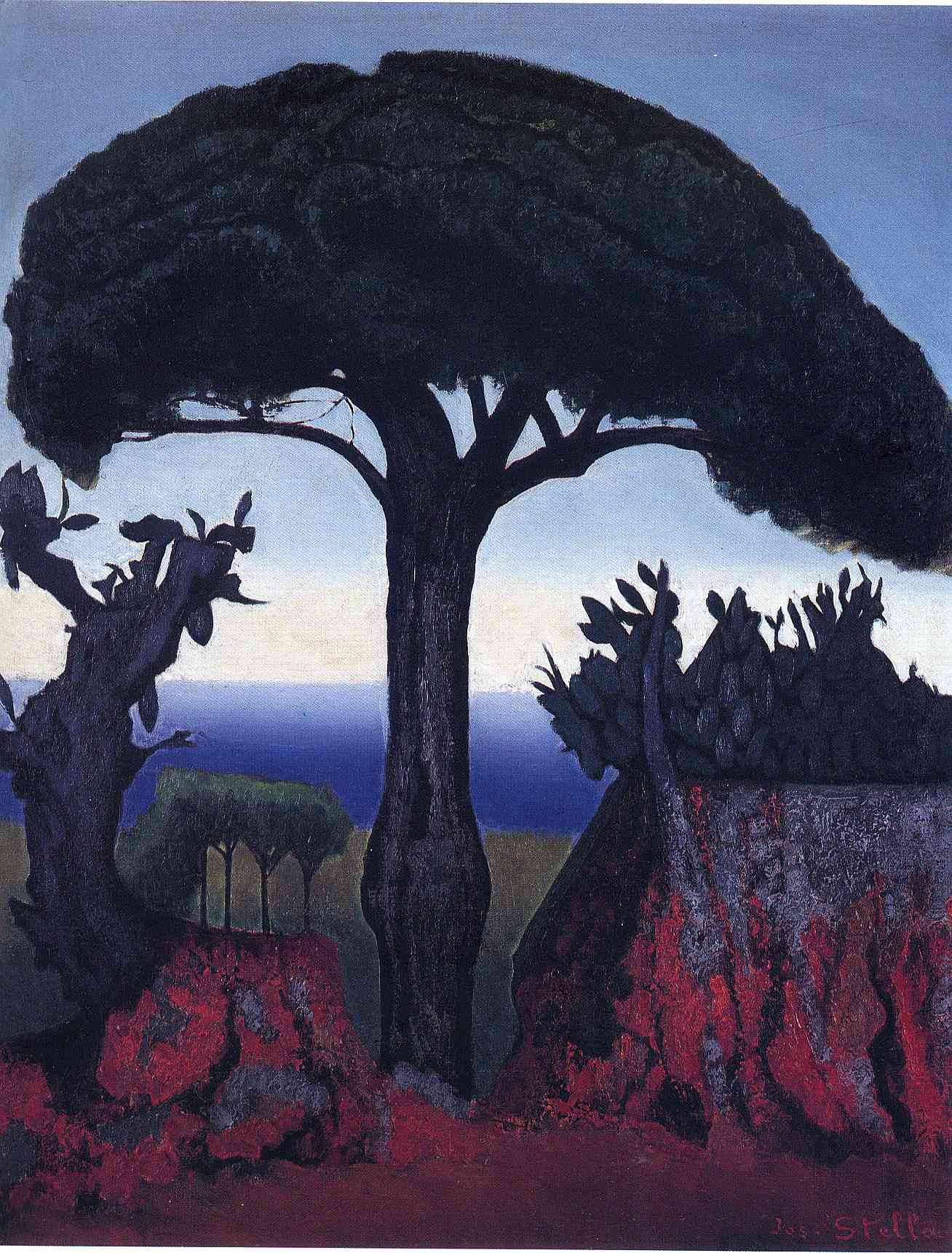
樹木
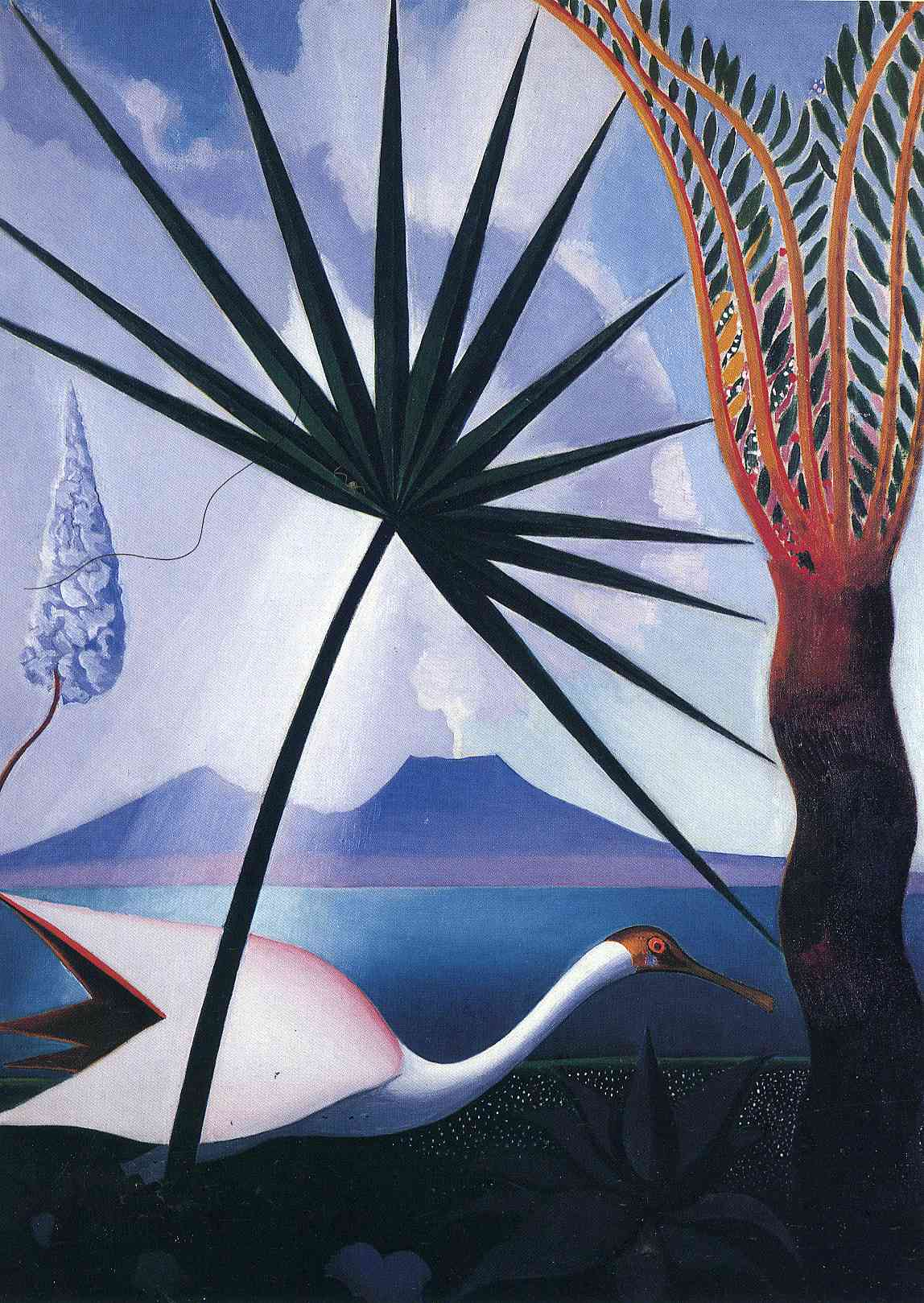
ナポリの歌
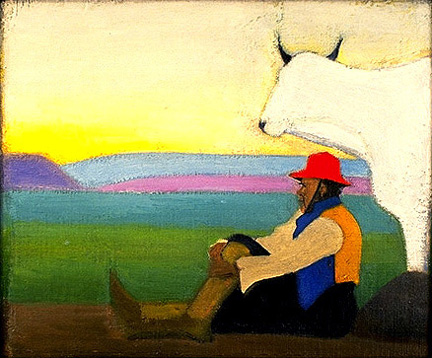
赤い帽子 (1824)
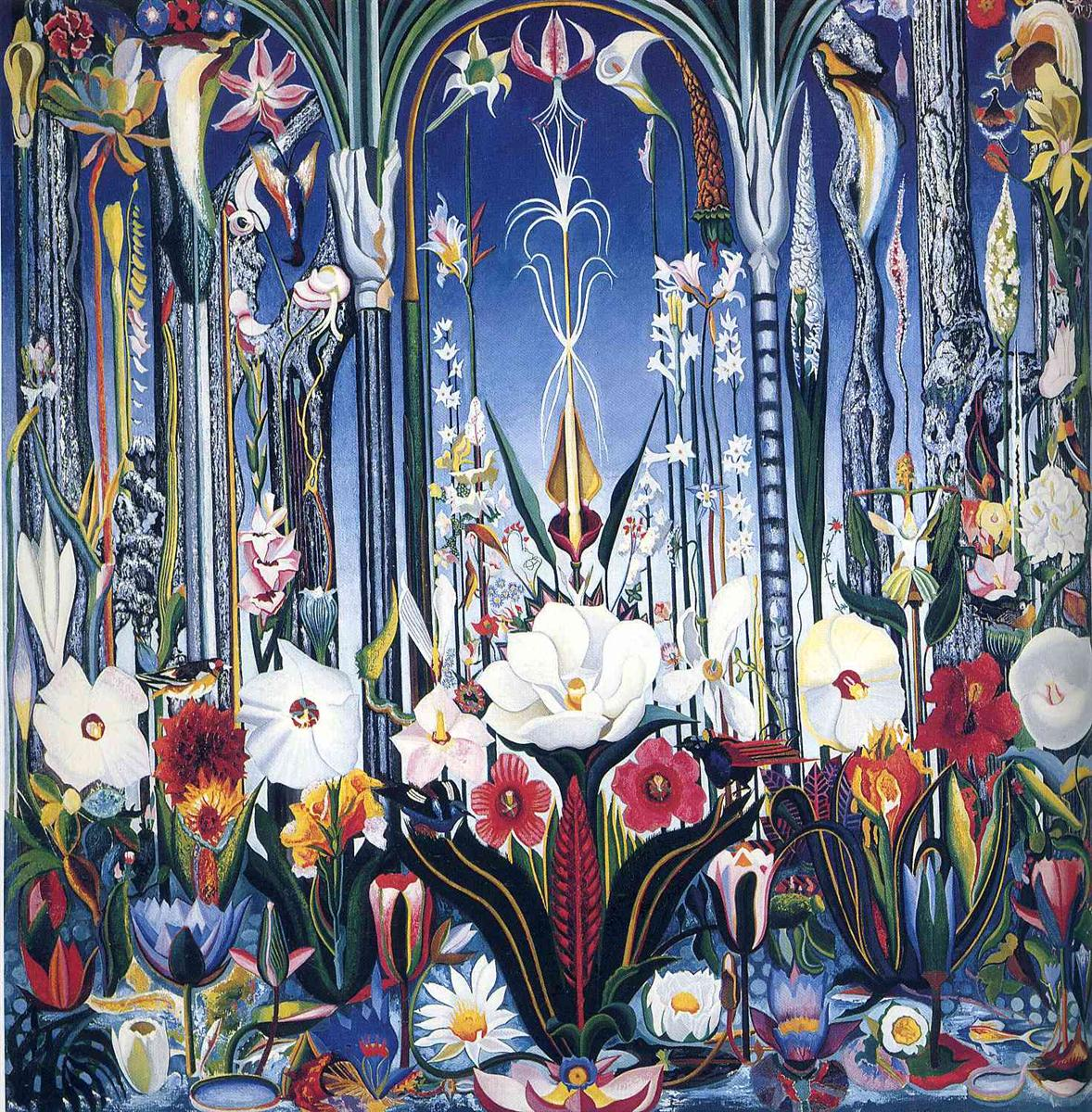
イタリアの花(1931)
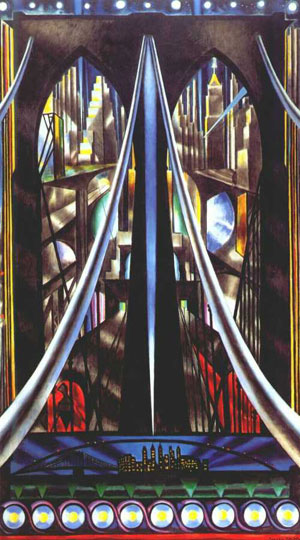
ブルックリン橋 (1939)